# بیلی ورلی
بیلی ورلی (به انگلیسی: Billie Worley) بازیگر آمریکایی است.
از فیلم‌های معروف او می‌توان به بازی در سریال نسخه اولیه اشاره کرد.